# .kkrieger
.kkrieger (afkomstig van Krieger, Duits voor krijger) is een first-person shooter van de Duitse groep .theprodukkt. Het gehele spel is 97.280 bytes groot en het won de eerste prijs in de 96k-competitie op Breakpoint 2004. Het is nog steeds een bètaversie en is vrij te downloaden voor Windows.
Het spel heeft twee Duitse prijzen (Deutscher Entwicklerpreis) gewonnen.

## Overzicht
De geringe grootte van het spel komt door het gebruik van procedurele generatie voor het genereren van de benodigde content, zoals de texturen en de geometrie van de levels. Bij de meeste computerspellen wordt de data opgeslagen en met het spel meegeleverd waardoor een spel meerdere cd's of dvd's groot kan zijn.

## Ontwikkeling
.kkrieger is ontwikkeld met .werkkzeug, ook van .theprodukkt, waarmee het ontwikkelen van content met procedurele generatie mogelijk is. De ontwikkeling begon halverwege 2002 en de eerste versie werd ter gelegenheid van de 96k-competitie op Breakpoint 2004 uitgebracht. In deze versie ontbraken allerlei zaken omwille van de tijd en de vereiste grootte van 96 kilobyte.